# Zimní stadion Karviná
Zimní stadion Karviná je hokejový stadion, který se nachází ve slezské Karviné. Pro své domácí zápasy jej využívá klub HC Falcons Sokol Karviná, dříve zde působili karvinské kluby HC Baník Karviná a HC Býci Karviná. Nachází se nedaleko Masarykova náměstí v Karviné-Fryštátě v Moravskoslezském kraji v Česku. Počet míst k sezení je 7 500 diváků.